# Johan Hårleman
Johan Hårleman,  ursprungligen Johan Horleman, född 1662 i Stockholm, död 1707, var trädgårdsarkitekt, kunglig trädgårdsmästare 1687, överintendent för de kungliga slottsträdgårdarna 1697, far till Carl Hårleman.

## Bakgrund
Johan Hårleman var son till den av drottning Hedvig Eleonora inkallade holländaren Christian Horleman, född 1633, också han trädgårdsarkitekt och trädgårdsmästare för den kungliga trädgården i Stockholm. Johan sändes 1680 efter studier hos fadern på en studieresa till England, Holland, Tyskland, Frankrike, Italien och Spanien. Efter hemkomsten 1685 fick han titeln kunglig hovträdgårdsmästare och adlades 1698 von Hårleman.
Strax efter hemkomsten blev han Tessin den yngres medhjälpare och deltog i nyordnandet av Kungsträdgården och ritade 1693 en i Tessin-Hårlemansamlingen bevarad ritning till trädgårdens södra grind. Överstycket till denna grind flyttades 1817 till Hedvig Eleonora kyrka. Ritningen till den mer kända grinden i Drottningholmsparken är signerad 1695. Hårleman anlitades av Tessin även till parken i Steninge och en ritning till gallergrindar till två grottor är signerade 1704.Utöver de offentliga uppdragen utförde Hårleman arbeten vid en rad privata trädgårdsanläggningar under yngre stormaktstiden, företrädesvis i Uppland, förutom Steninge Ekolsund Noor, Rosersberg, Stora Väsby, Leufsta samt Östanå, där storslagna gårdsanläggningar skapades med franska förebilder.

## Bilder

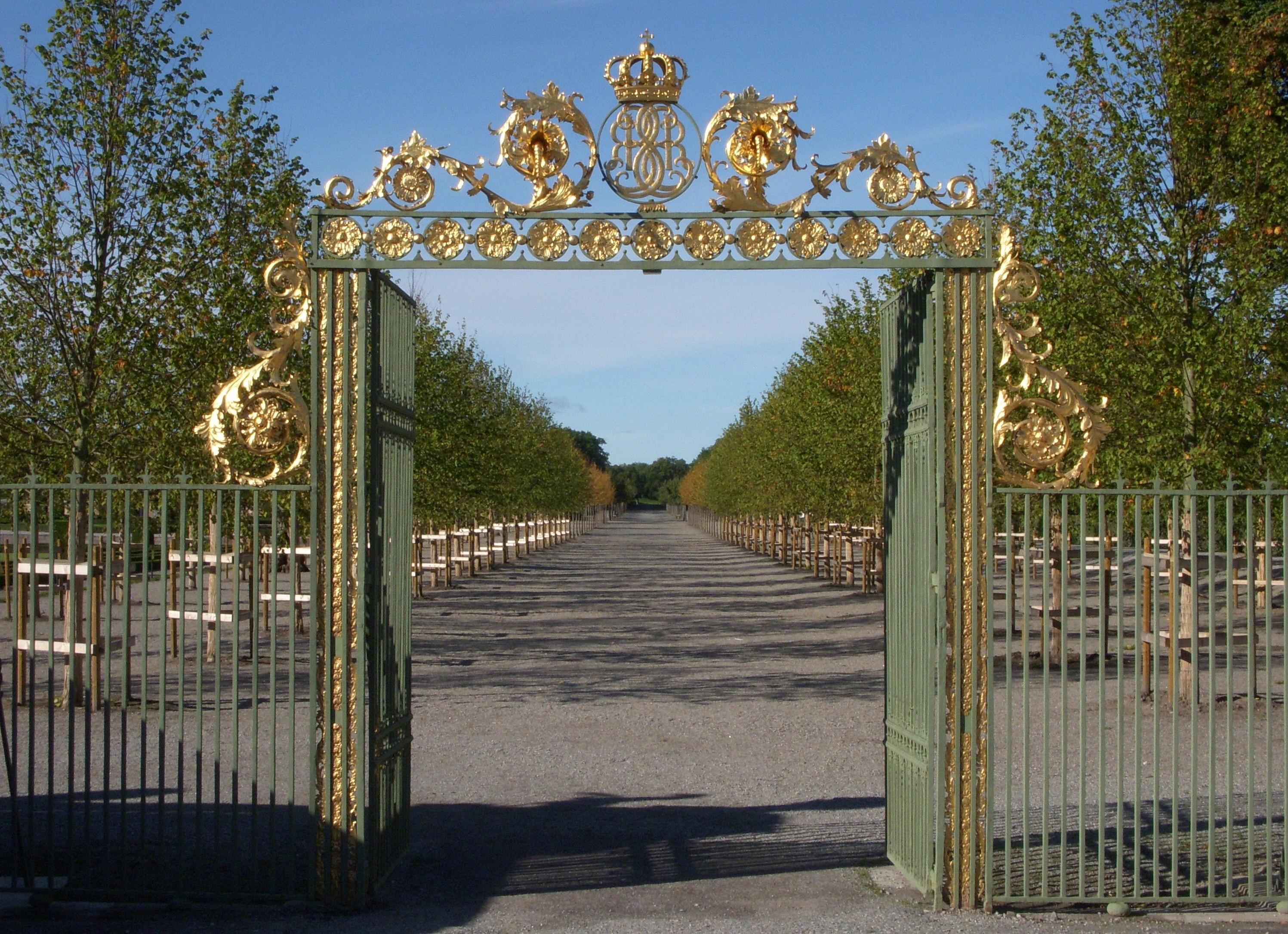
Norra grinden på Drottningholms slott är skapad av Hårleman. (1695)
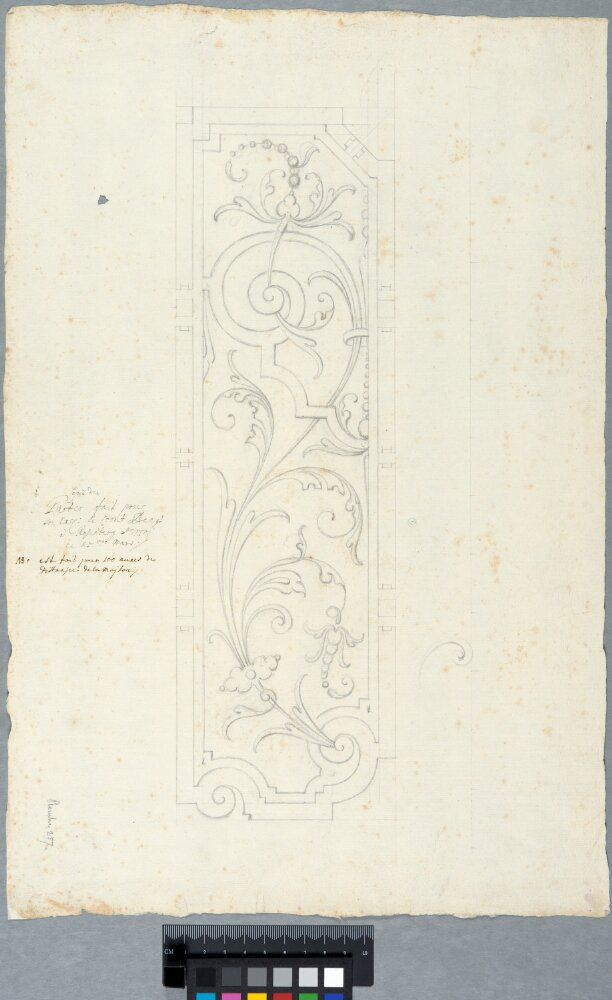
Broderiparterr skap av Hårleman till Rosersbergs slott. (1701)
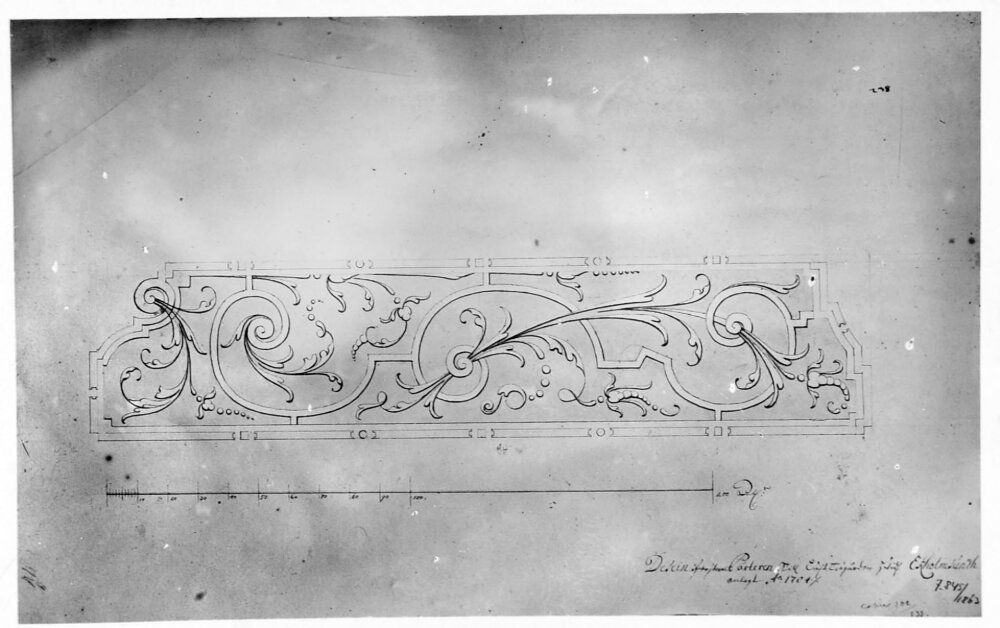
Broderiparterr skapad av Hårleman till Ekolsunds slott. (1704)
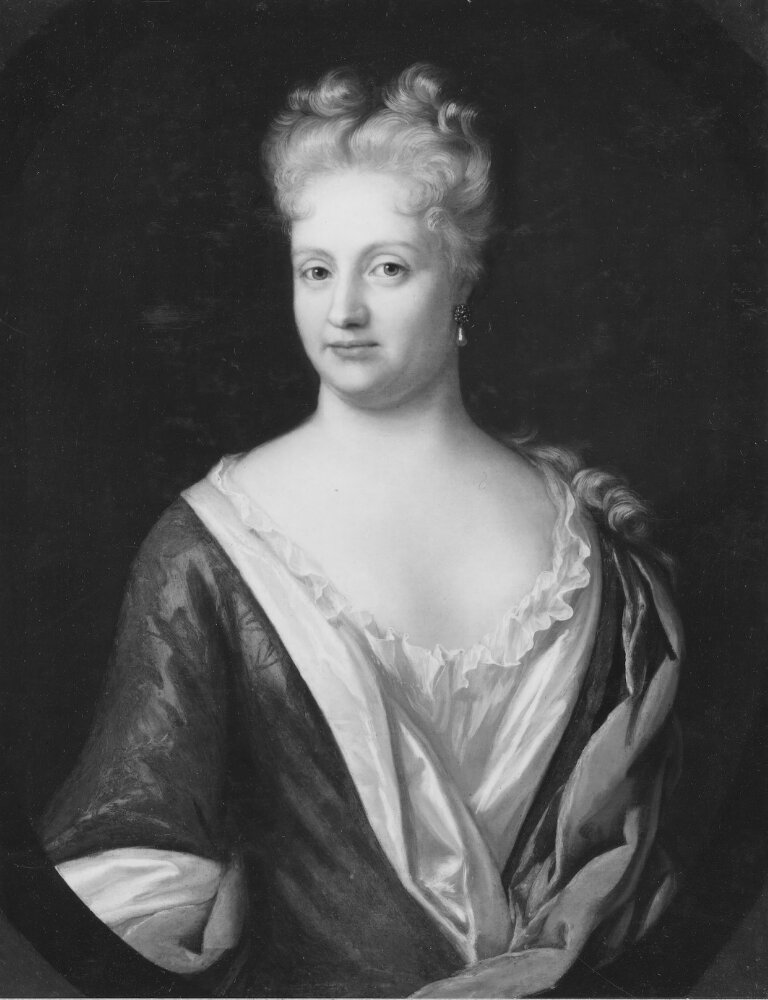
Hårlemans hustru Eva Johanna Baartz (1679-1744), avporträtterad av Martin Mittens den äldre.